# Spoorlijn 42
Spoorlijn 42 is een Belgische spoorlijn tussen Rivage en Gouvy, waar hij aan de grens overgaat in de spoorlijn Luxemburg - Troisvierges (CFL 1).
De spoorlijn wordt vooral gebruikt voor het internationale verkeer tussen Luik en Luxemburg.

## Geschiedenis
Op 20 februari 1867 werd het eerste deel tussen Trois-Ponts en de Luxemburgse grens opengesteld, als deel van de internationale verbinding Luxemburg - Spa. Via Spa kon ook Luik bereikt worden.
Het deel van de spoorweg tussen Rivage en Trois-Ponts was technisch niet eenvoudig om aan te leggen. De spoorlijn diende er de kronkelende vallei van de Amblève te volgen die hier vaak gekenmerkt wordt door steile wanden. Tussen Remouchamps en Trois-Ponts werden er verschillende tunnels aangelegd. De 618 meter lange tunnel van Remouchamps snijdt een riviermeander af waardoor het traject bijna drie kilometer ingekort wordt. Ook bij Stoumont, waar de vallei relatief smal is, dienden er drie tunnels aangelegd te worden: die van Targnon (279 m, onder het gelijknamige gehucht), Xhierfomont (127 m) en Cheneux (250 m). De sectie Rivage - Stoumont werd geopend op 20 januari 1885, en op 1 juli 1890 werd de aansluiting gemaakt tussen Stoumont en Trois-Ponts.
De spoorlijn werd aanvankelijk aangelegd op enkelspoor, pas in de Eerste Wereldoorlog werd de sectie Rivage - Vielsalm op dubbelspoor gebracht door de Duitse bezetter. De rest van de spoorlijn werd pas omstreeks 1922 dubbelsporig.

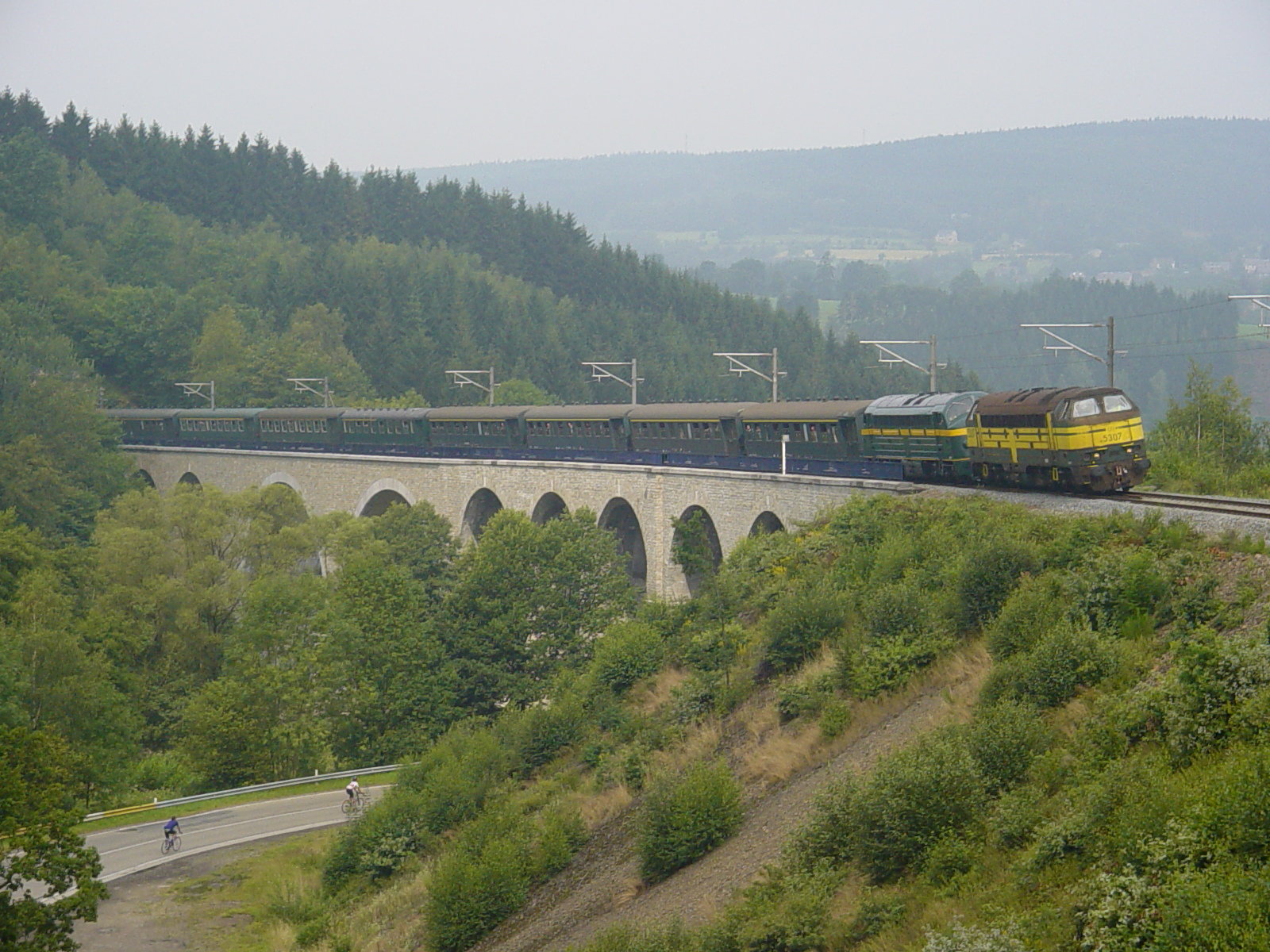
Viaduct van Roanne-Coo met een museumtrein van het TSP

In de periode 1979 - 1988 zijn veel haltes gesloten. Het had niet veel gescheeld, of deze lijn was in de jaren '80 gesloten geweest.
In 1989 werd de sectie Aywaille - Trois-Ponts terug op enkelspoor gebracht, met mogelijkheid tot kruisen in Stoumont en tegenspoorseinen in de richting Trois-Ponts - Aywaille. Tijdens elektrificatiewerken in 1998 werd ook de sectie Trois-Ponts - Vielsalm op enkelspoor gebracht. De maximumsnelheid bedraagt 90 km/u.
Op aandringen van de Luxemburgse spoorwegmaatschappij CFL en gefinancierd door het Groothertogdom Luxemburg en de Europese Unie, werd de lijn begin jaren 90 gemoderniseerd. Dit omvatte de elektrificatie van de lijn onder 25 kV hoogspanning, het wegwerken van gelijkvloerse kruisingen en de vernieuwing van de signalisatie. Op 22 december 1993 werd de spoorlijn vanuit Luxemburg tot Gouvy geëlektrificeerd onder 25 kV. Op 26 september 1999 was de elektrificatie tot Trois-Ponts voltooid, en op 28 mei 2000 was de hele lijn onder (hoog)spanning gebracht. In Martinrive is een spanningssluis tussen 3 kV en 25 kV.
In 2019 opperde Infrabel dat men lijn 42 zou dienen te sluiten indien er niet meer budget beschikbaar kwam voor het onderhoud ervan.

## Treindiensten

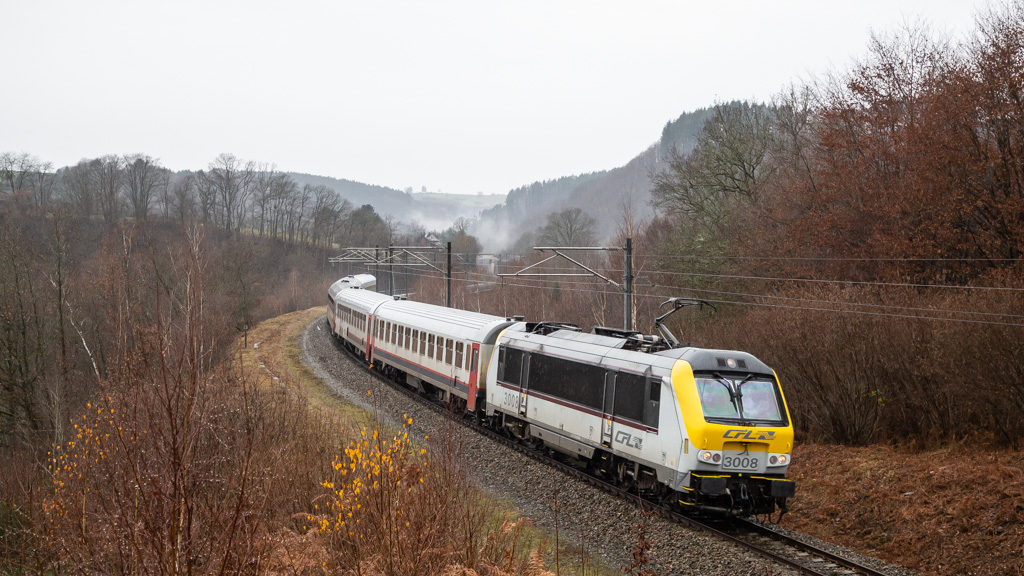
CFL-loc 3008 met IC-33 nabij de Tunnel van La Gleize.

De NMBS verzorgt het personenvervoer met IC- en Piekuurtreinen. Tussen Luik en Luxemburg rijdt IC-33 iedere uur. Deze trein is een samenwerking tussen NMBS en CFL. Vanuit Gouvy rijden er enkele RE-treinen naar Luxemburg.
Materieelinzet

Tot 15 december 2019 werd op de IC-33 een combinatie van CFL-locomotieven type 3000, soms vervangen door een HLE 13 van NMBS. Deze machines trokken 3 tot 7 rijtuigen type I6 of I10. Met de nieuwe dienstregeling, ingaande op 16 december 2019, is deze combinatie vervangen door treinstellen type Desiro. Vanuit Luxemburg komt CFL met een locomotief type 4000 met Dosto-rijtuigen. Deze RE-treinen rijden aan de dagranden, wanneer IC-33 niet rijdt.
| Serie         | Treinsoort             | Route | Bijzonderheden                                                                                                  |
| ------------- | ---------------------- | --- | --- |
| IC 33         | Intercity (NMBS / CFL) | Liers – Luik-Guillemins – Gouvy – Luxemburg                                                              | Rijdt in het weekend 1×/2u. tussen Liers - Luxemburg.                                                           |
| P 7480/8480   | Piekuurtrein (NMBS)    | [ Hoei – Namen ] / [ Herstal – Luik-Sint-Lambertus – Luik-Guillemins – [ Rivage – Gouvy ] / [ Statte ] ] | Rijdt alleen op werkdagen. Een trein vanuit Herstal naar Gouvy. Twee treinen per richting tussen Hoei en Namen. |
| RE 7600P 7605 | Regional-Express (CFL) | Gouvy – Luxemburg                                                                                        | Rijdt alleen op werkdagen.                                                                                      |
| RE 8600P 8640 | Regional-Express (CFL) | Luxemburg – Gouvy                                                                                        | Rijdt alleen op werkdagen.                                                                                      |

## Goederenverkeer
Het goederenverkeer op spoorlijn 42 is nagenoeg opgeheven. In vroeger tijden reden er meerdere treinen. Enkele van deze waren:
- tussen Antwerpen bundel Oorderen en Bazel (CH) (gecombineerd vervoer)
- tussen steengroeve Belle Roche en Monsin (steenslag)
- tussen de vormingsstations van Kinkempois en Bettembourg (LUX)
- tussen de vormingsstations van Antwerpen-Noord en Woippy bij Metz (F)
- tussen glasfabriek Sibelco (Lommel-Maatheide) en Pétange (LUX) (zand)
- tussen Vielsalm en Gouvy (hout)

Het goederenvervoer is beperkt tot de volgende relaties:
- Kolentreinen van Born naar Bettembourg (met een locomotiefwissel in Rivage)
- Houttreinen van Duitsland naar Gouvy (rijdt slechts zeer sporadisch)

## Aansluitingen
In de volgende plaatsen is of was er een aansluiting op de volgende spoorlijnen:
Rivage
Spoorlijn 43 tussen Angleur en Marloie
Trois-Ponts
Spoorlijn 45 tussen Waimes en Trois-Ponts
Y Vielsalm
Spoorlijn 47A tussen Vielsalm / Y Vielsalm en Born
Vielsalm
Spoorlijn 47A tussen Vielsalm / Y Vielsalm en Born
Gouvy
Spoorlijn 163 tussen Libramont en Sankt-Vith
Gouvy grens
CFL 1, spoorlijn tussen Luxemburg en Troisvierges

## Hoogteprofiel
De spoorlijn stijgt praktisch de gehele lengte van Rivage tot Gouvy. Anderhalve kilometer ten noorden van station Gouvy bereikt spoorlijn 42 haar hoogste punt: ongeveer 490 meter (TAW). Hier steekt de spoorlijn de waterscheiding over tussen de Ourthe (nabij Gouvy) en de Amblève in het noorden. De Luxemburgse spoorlijn die aansluit op spoorlijn 42, CFL lijn 1, bereikt net ten zuiden van de grens een hoogte van ongeveer 500 meter. Hier steekt de internationale spoorlijn de waterscheiding tussen Maas en Rijn over.

## Kunstwerken
Spoorlijn 42 volgt tussen Rivage en Trois-Ponts de vallei van de Amblève. Aangezien deze rivier erg meandert, werden verschillende tunnels en bruggen aangelegd om de meanders af te snijden.